# سانزارو غيمز
سانزارو غيمز (بالإنجليزية: Sanzaru Games)‏، هي شركة أمريكية لإنتاج وتطوير ألعاب الفيديو، تأسست الشركة سنة 2007 في فوستير سيتي بولاية كاليفورنيا الأمريكية.